# Roh Jae-won
Roh Jae-won (노재원?; 13 ottobre 1993) è un attore sudcoreano, noto per aver interpretato il ruolo di Nam-gyu nella serie televisiva Netflix Squid Game. Precedentemente ha partecipato alla serie Un raggio di sole al giorno (2023) e Itorok chinmilhan baesinja (2024).

## Carriera
Roh Jae-won ha debuttato nel 2020 nel cortometraggio Driving School.
Nel 2023 ha recitato la parte di Kim Seo-wan, un paziente affetto da disturbo delirante, nella serie Un raggio di sole al giorno. Roh ha rappresentato realisticamente la difficoltà di orientarsi nei confini sfumati tra realtà e sogno ed è stato elogiato per la sua profonda espressione emotiva.
Nell'ottobre 2024 ha preso parte alla serie televisiva Doubt nel ruolo di un poliziotto dell'unità di analisi comportamentale.
Nel dicembre 2024, ha interpretato il ruolo di Nam-gyu con il numero di concorrente 124 nella seconda stagione della serie Squid Game, ricevendo riconoscimenti sia a livello nazionale che internazionale per la sua interpretazione. Nel giugno 2025, Roh è apparso anche nella terza stagione della serie.
Il 23 luglio 2025 è stata annunciata la sua partecipazione alla seconda stagione della serie Non siamo più vivi.

## Filmografia

### Cinema
- Yunsinaega sarajyeotda (윤시내가 사라졌다), regia di Kim Jin-hwa (2022)[8]
- Donggam (동감), regia di Seo Eun-young (2022)[9]
- Segimar-ui sarang (세기말의 사랑), regia di Im Sunae (2023)[10]
- Botong-ui gajok (보통의 가족), regia di Hur Jin-ho (2023)

### Televisione
- L'amore lontano dalla città (어쩌다 전원일기) – serie TV (2022)[11]
- Un raggio di sole al giorno (정신병동에도 아침이 와요) – serie TV (2023)[2]
- A Killer Paradox (살인자ㅇ난감) – serie TV (2024)[12]
- Uncle Samsik (삼식이 삼촌) – serie TV (2024)[13]
- Itorok chinmilhan baesinja (이토록 친밀한 배신자) – serie TV (2024)[14]
- Squid Game (오징어 게임) – serie TV (2024-2025)[4][15]
- Nine Puzzles (나인 퍼즐) – serie TV (2025)[16]

## Riconoscimenti
- Cine21 Film Award
  - 2021 - Miglior attore emergente per Yunsinaega sarajyeotda[8]
- APAN Star Award
  - 2024 - Miglior attore emergente per Itorok chinmilhan baesinja e Un raggio di sole al giorno[17]
- Blue Dragon Series Award
  - 2024 - Candidatura a miglior attore emergente per Un raggio di sole al giorno[18]
- MBC Drama Award
  - 2024 - Candidatura a miglior attore emergente per Itorok chinmilhan baesinja[19]
- Baeksang Arts Award
  - 2025 - Candidatura al miglior attore non protagonista in una serie televisiva per Squid Game[20]